# Gangtok
Gangtok (hindi, nepalski गंगटोक, trb.: Gangtok, trl.: Gāṁgtok; ang. Gangtok) – miasto w północnych Indiach, w Himalajach (na wysokości 1700 m n.p.m.). Jest stolicą stanu Sikkim.
W mieście działa Instytut Tybetański, a także ośrodek kultu religijnego buddystów. Liczba mieszkańców w 2003 roku wynosiła ok. 30 tys.